# Cowie Water
Cowie Water ist ein Fluss in der schottischen Council Area Aberdeenshire.
Cowie ist eine häufige Verschleifung von gälisch Coille („Wald“) und teil verschiedener geographischer Bezeichnungen in Schottland.

## Geographie
Der Fluss entspringt in den dünnbesiedelten, ländlichen Regionen der Grampians an den Hängen des 357 m hohen Mid Hill. Er fließt im Wesentlichen in östlicher Richtung und mündet nach 21 km in Stonehaven in die Nordsee.
Der Cowie passiert auf seinem Lauf keine bedeutenden Siedlungen und erreicht mit seinem Mündungsort Stonehaven die erste größere Siedlung. Wenige Kilometer zuvor queren ihn die A90 sowie die A957.

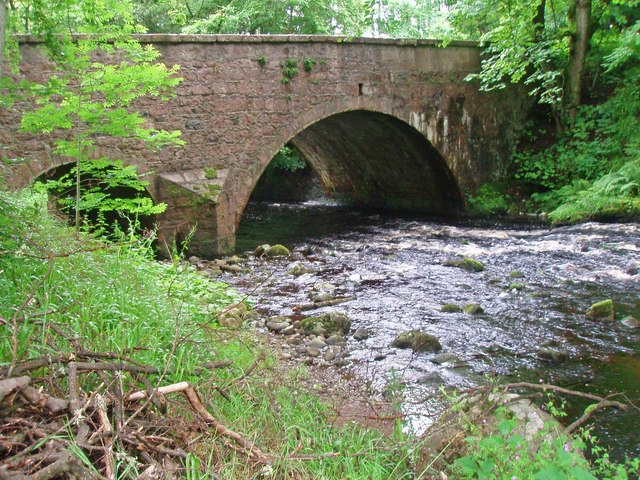
Brücke der A957 über den Cowie
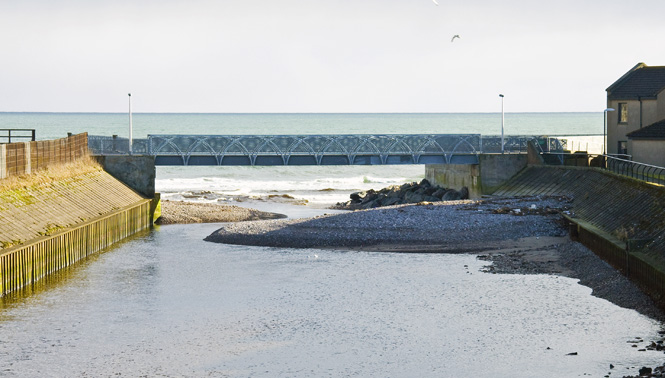
Mündungsgebiet des Cowie Water